# Navidad (canción de José Luis Perales)
«Navidad» es un doble sencillo del cantautor español José Luis Perales del álbum La espera. Fue lanzado en 1988, por la discográfica Sony Music bajo el sello CBS, siendo Tomás Muñoz el director de producción.

## Lista de canciones
| Lado A |           |          |  |
| N.º    | Título    | Duración |  |
| 1.     | «Navidad» |          |  |

| Lado B |                    |          |  |
| N.º    | Título             | Duración |  |
| 1.     | «No hay preguntas» |          |  |

## Créditos y personal

### Músicos
- Batería: Neal Wilkinson
- Percusionista: Frank Ricotti
- Piano y teclados: Jesus Bailey
- Bajo: Andy Pask
- Guitarras: Mitch Dalton y Clem Clempson
- Sección de cuerda: Gavin Wright
- Avisador: Isobel Griffiths.

### Personal de grabación y posproducción
- Todas las canciones compuestas por José Luis Perales
- Edición de las letras: Editorial TOM MUSIC S.L.
- Compañía discográfica: CBS Internacional; Nueva York, Estados Unidos.
- Productor: Tomás Muñoz
- Coordinador musical: Steve Taylor
- Ingenieros de grabación: Fabricio Facioni
- Ingenieros de mezcla: Steve Taylor y Graham Bonnet
- Estudio de grabación:  Reino Unido
  - Londres
    - Red Bus Recording Studios
- Producción ejecutiva: Tomás Muñoz
- Coordinación: José Luis Gil
- Fotografía: Paco Navarro
- Estilista: Juanjo Manez
- Retoques de maquillaje: Luis de Oliveira
- Diseño gráfico: ZEN

### Agradecimientos
- Escolanía del Real Monasterio de San Lorenzo de El Escorial
  - Director: Pedro Blanco
- Ray Davison[2]

### Créditos y personal
- Perales, José Luis (2012). «DISCOGRAFÍA - LA ESPERA». Archivado desde el original el 26 de abril de 2012. Consultado el 15 de enero de 2013.

- Datos: Q16610986